# ايزكيل هونيغ
ايزكيل هونيغ (بالإنجليزية: Ezekiel Honig)‏ هو موسيقي أمريكي، ولد في 1977.

## وصلات خارجية
- الموقع الرسمي
- ايزكيل هونيغ على موقع IMDb (الإنجليزية)
- ايزكيل هونيغ على موقع ميوزك برينز (الإنجليزية)
- ايزكيل هونيغ على موقع ديسكوغز (الإنجليزية)